# Junon et le Paon
Cet article concerne la pièce de théâtre. Pour son adaptation au cinéma, voir Junon et le Paon (film).
Junon et le Paon (Juno and the Paycock) est une pièce de théâtre dramatique irlandaise en trois actes de Seán O'Casey, créée à l'Abbey Theatre de Dublin en 1924.

## Argument
Voir le synopsis de l'adaptation au cinéma.

## Fiche technique de la création
- Titre : Junon et le Paon
- Titre original : Juno and the Paycock
- Auteur : Seán O'Casey
- Date de la première : 3 mars 1924
- Date de la dernière : 15 mars 1924
- Nombre de représentations : 12
- Lieu : Abbey Theatre, Dublin
- Metteur en scène : Michael J. Dolan

## Distribution originale / Personnages
- Sara Allgood : Junon Boyle
- Barry Fitzgerald : Capitaine Jack Boyle
- F. J. McCormick (en) : Joxer Daly
- Eileen Crowe : Mary Boyle
- Arthur Shields : Johnny Boyle
- Maureen Delany (en) : Mme Maisie Madigan
- Gabriel J. Fallon (en) : Charles « Charlie » Bentham
- P. J. Carolan : Jerry Devine
- Christine Murphy : Mme Tancred
- Maurice Esmonde : le premier membre de l'armée irrégulière
- Michael J. Dolan : le second membre de l'armée irrégulière / Needle Nugent
- Peter Nolan : le premier déménageur / un couturier
- Tony Quinn : le second déménageur / un vendeur de charbon
- Irene Murphy : une voisine
- Eileen O'Kelly : une autre voisine

## Reprises (sélection)
- 1927-1928 : Broadway (New York), 40 représentations, avec Sara Allgood (Junon Boyle)
- 1934 : Broadway, 9 représentations, avec Barry Fitzgerald (capitaine Jack Boyle) et Arthur Shields (Johnny Boyle)
- 1940 : Broadway, 105 représentations, mise en scène d'Arthur Shields, avec Sara Allgood (Junon Boyle) et Barry Fitzgerald (capitaine Jack Boyle)

## Adaptation au cinéma
- 1930 : Junon et le Paon (Juno and the Paycock) d'Alfred Hitchcock, avec Sara Allgood (Junon Boyle) et Edward Chapman (capitaine Jack Boyle)